# Susanne Witte
Susanne Witte (* 3. April 1905 in Berlin; † 27. Januar 2005 in Berlin),  ausgezeichnet als eine der „Gerechten unter den Völkern“, war eine aktiv praktizierende Katholikin, die während des Zweiten Weltkriegs jahrelang eine Jüdin bei sich in der Wohnung versteckte und damit deren Leben rettete.

## Leben
Susanne Witte verbrachte ihre Kindheit und Jugend in Berlin-Moabit. Zeit ihres Lebens war sie seit ihrer Erstkommunion aktiv der St. Paulus-Gemeinde verbunden. Insbesondere engagierte sie sich in der Jugendarbeit. An der Katholischen Sozialen Frauenschule in Charlottenburg erhielt sie die Ausbildung zur Fürsorgerin, einem damals noch neuen Berufsfeld. Bis 1937, als die Nationalsozialisten jegliche katholische Jugendsozialarbeit verboten, war sie als Seelsorgehelferin in der Gemeinde St. Paulus angestellt. Nachdem sie  entlassen werden musste, fand sie eine neue Stelle beim kommunalen Gesundheitswesen in Berlin-Reinickendorf, wo sie sich vor allem um junge Mütter und alleinstehende berufstätige Frauen kümmerte. Ihre Arbeit für die St. Paulus-Gemeinde setzte sie fortan auf ehrenamtlicher Basis fort. Ihre Arbeit als Sozialfürsorgerin im Bezirksamt Reinickendorf führte sie bis zu ihrer Pensionierung weiter. Nach ihrer Berufstätigkeit war sie weiterhin karitativ tätig. Unter anderem leitete sie ehrenamtlich das West-Berliner Müttergenesungsheim „Maria Rast“ und gründet die Altentagesstätte von St. Paulus, die sie fast bis zum Ende ihres Lebens 2005 leitete.

## Rettung von Regina Kirschbaum
Seit ihrer gemeinsamen Ausbildungszeit war Witte in Freundschaft mit Ruth Casper verbunden, die sich ebenfalls in der St. Paulus-Gemeinde engagierte und 1926 vom jüdischen zum katholischen Glauben konvertiert war. Für die Nationalsozialisten blieb sie jedoch weiterhin eine Jüdin. Bereits 1933 verlor sie ihre Stelle und konnte danach immer nur für kurze Zeiträume Arbeit oder Unterkunft finden. 1942 wurde Casper schließlich nach Auschwitz deportiert. Kurz davor konnte sie ihrer Freundin Susanne Witte noch eine Nachricht zukommen lassen, in der sie diese bat, sich um ihre Mutter zu kümmern, falls ihr selbst etwas zustoßen sollte. Die Mutter Regina Kirschbaum, geschiedene Casper, war eine 1879 geborene Kammersängerin aus Leipzig, die in einem Transport jüdischer Künstler nach Berlin gekommen und in einer Art Sammellager untergebracht war. Witte suchte sie dort, traf sie aber nicht an. Sie hatte sich im Keller versteckt, während die anderen Bewohner des Lagers zum Weitertransport abgeholt wurden. Am Abend desselben Tages stand Regina Kirschbaum bei Susanne Witte vor der Tür ihrer Wohnung in der Putlitzstr. 17 in Moabit und fragte, ob sie bleiben könne. Witte sagte später, für sie es selbstverständlich gewesen, die Mutter ihrer Freundin aufzunehmen. Die beiden Frauen lebten dann bis zum Kriegsende gemeinsam in Wittes Wohnung, was vor allem durch die Unterstützung einiger Freunde aus der Pfarrgemeinde und eines Priesters möglich war. Diese halfen mit Lebensmitteln oder Lebensmittelkarten und brachten Kirschbaum auch kurzfristig in anderen Verstecken unter, wenn Wittes Wohnung vorübergehend unsicher erschien. Nach dem Krieg emigrierte Kirschbaum nach London, wohin ihre beiden älteren Töchter rechtzeitig geflohen waren. Wenig später verstarb sie dort.

## Ehrungen
1999 wurde Susanne Witte von der Gedächtnisstätte Yad Vashem in Jerusalem in die Reihe der „Gerechten unter den Völkern“ aufgenommen.